# آر کیو 7 شادو
طائرة آر کیو 7 شادو (بالإنجليزية: AAI RQ-7 Shadow) هي طائرة بدون طيار أمريكية تستخدمها القوات الجوية الأمريكية والجيش الأسترالي والجيش السويدي والقوات الجوية التركية والجيش الإيطالي لمهام الاستطلاع والمراقبة واكتساب الأهداف وتقييم أضرار المعركة. يتم إطلاقه من خلال مقلاع هوائي مثبت على مقطورة، ويتم استعادته بمساعدة حبال الكبح المشابهة لتلك الموجودة على حاملات الطائرات. يتم نقل الفيديو في الوقت الحقيقي من خلال رابط بيانات خط الرؤية نطاق سي C-band إلى محطة التحكم الأرضية (GCS) من خلال كاميرا تعمل بتقنية كهروضوئية / الأشعة تحت الحمراء (EO/IR) المبردة بالنيتروجين السائل والمثبتة على محوري دوران.
تقوم الكتيبة الثانية للجيش الأمريكي، فوج الطيران الثالث عشر في فورت هواتشوكا ، أريزونا ، بتدريب الجنود والمشاة البحرية والمدنيين على تشغيل وصيانة أنظمة الطائرات بدون طيار. يتم تشغيل المسيرة في الجيش الأمريكي على مستوى اللواء. 

## تطوير
تعتبر المسيرة آر کیو ٧ شادو، ناتج بحث مستمر من قِبل الجيش الأمريكي عن طائرة بدون طيار فعالة في ساحة المعركة بعد إلغاء مشروع طائرة Alliant RQ-6 Outrider . قامت شركة AAI Corporation بمتابعة طائرتها RQ-2 Pioneer بإصدار طائرة Shadow 200، وهي طائرة بدون طيار مشابهة وأكثر تطوراً. في أواخر عام 1999، اختار الجيش الطائرة Shadow 200 لتلبية متطلبات الطائرات بدون طيار التكتيكية، وأطلق عليها اسم آر کیو ٧ (RQ-7). حددت متطلبات الجيش نظامًا جويًا بدون طيار يستخدم محرك بنزين للطيران، ويمكنه حمل برج استشعار تصوير كهروضوئي/أشعة تحت الحمراء، ولديه مدى أقصى يبلغ 50 كم مع أربع ساعات من التحليق العملياتي. وقد قدمت المسيرة Shadow 200 ضعف هذا المدى على الأقل. كما نصت المواصفات على أن الطائرات بدون طيار ستكون قادرة على الهبوط في ملعب رياضي.

## تصميم

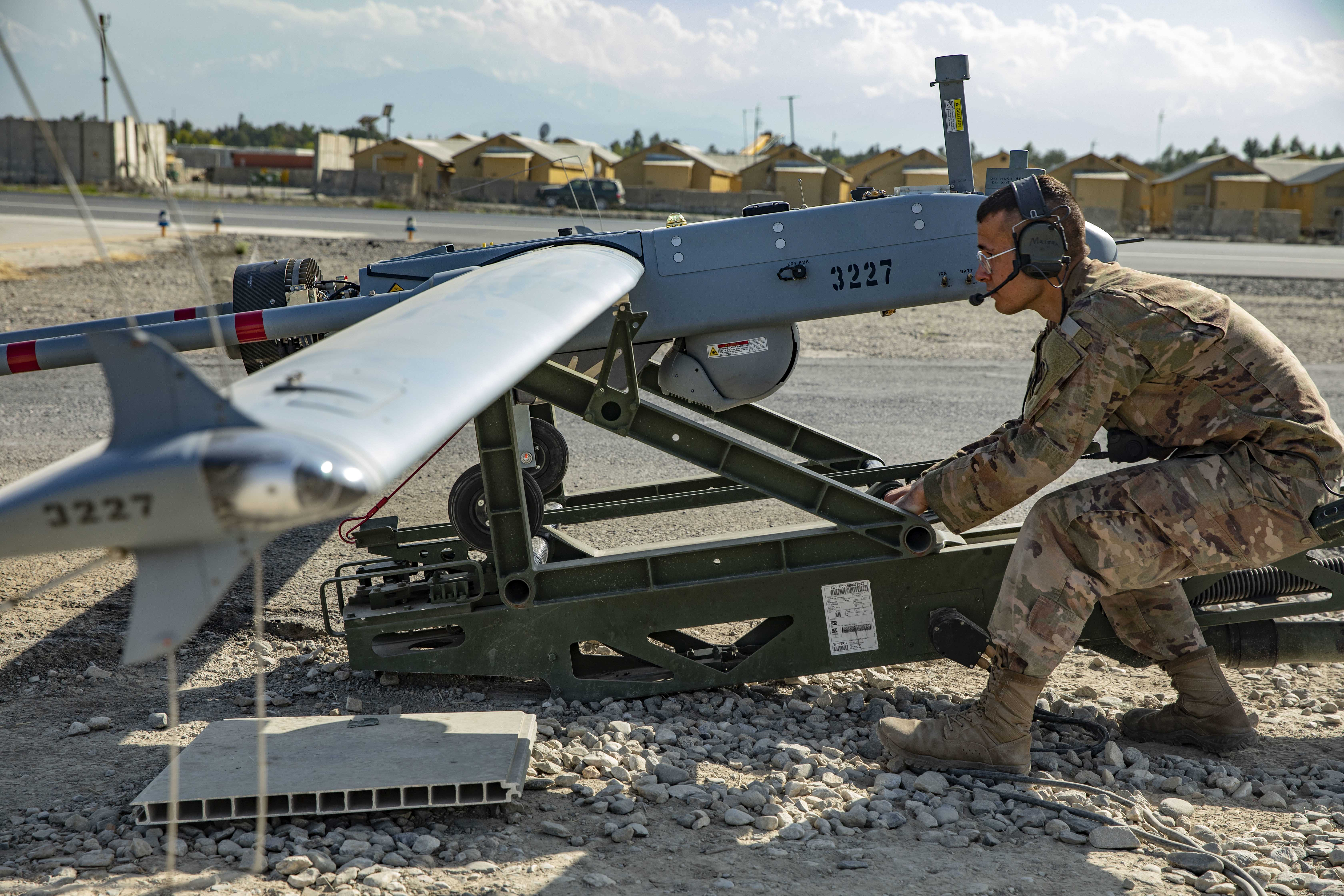
جندي يقوم بعمليات تفتيش قبل رحلة المسيرة في أفغانستان، 2019م.

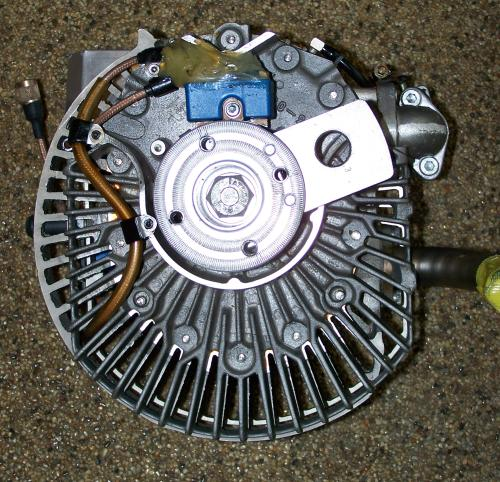
محرك وانكل UEL UAV-741 المستخدم في ة آر کیو ٧.

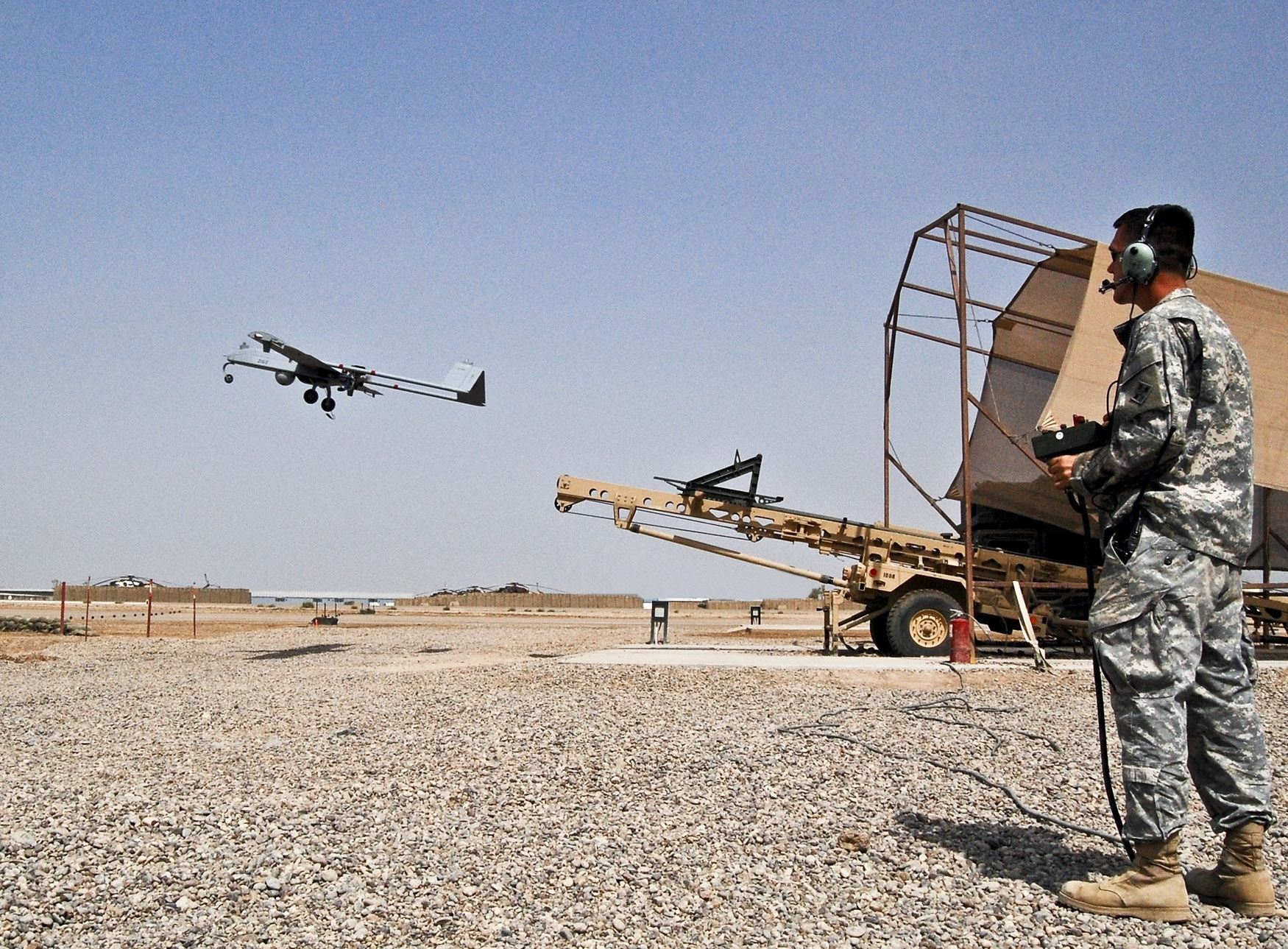
المسيرة RQ-7B تغادر منصة الإطلاق.

نظام المسيرة آر کیو ٧ هو عبارة عن نظام عالي الجناح ، ذو وتر ثابت مع ذيل مزدوج وذيل على شكل حرف V مقلوب. يتم تشغيل الطائرة بواسطة محرك وانكل 38 bhp (28 كـو) AR741-1101 مُصمم ومصنع بواسطة شركة UAV Engines Ltd في المملكة المتحدة.  يتم تشغيل الأنظمة الكهربائية الموجودة على متن الطائرة بواسطة مولد 2 كيلوواط، ٢٨ فولت من شركة GEC / Plessey بـتيار ثابت.  
حاليًا، الحِمل الأساسي للطائرة هو الكاميرا البصرية POP300 من شركة صناعات الطائرات الإسرائيلية والتي تتكون من كاميرا الأشعة تحت الحمراء الأمامية ، وكاميرا تلفزيونية نهارية مع مرشح الأشعة تحت الحمراء القريبة القابل للاختيار ومؤشر ليزر.  تحتوي الطائرة على عجلات هبوط ثلاثية ثابتة. يتم مساعدة عمليات الإقلاع بواسطة قاذف هوائي مثبت على مقطورة يمكنه تسريع 170 كجم من الطائرات إلى 70 عقدة (130 كم/س) في ١٢م . 

## المشغلين

### المشغلين الحاليين
أستراليا
 إيطاليا
 كوسوفو
 السويد
 تركيا
 الولايات المتحدة
- الجيش الأمريكي : 450 طائرة RQ-7B، و20 طائرة أخرى قيد الطلب [7] بالإضافة إلى 68 طائرة إضافية تم طلبها اعتبارًا من عام 2012م. [8]

### المشغلين السابقين
الولايات المتحدة
- قوات مشاة البحرية الأمريكية [9]

 رومانيا

## المواصفات (عائلة ٢٠٠)
الخصائص العامة
- طول: 11.2 قدم (3.4 م)
- باع الجناح: 14 قدم (4.3 م)
- ارتفاع: 3.3 قدم (1.0 م)
- جناح حامل: NACA 4415[10]
- الوزن فارغة: 186 رطل (84 كـغ)
- الوزن الإجمالي: 375 رطل (170 كـغ)
- محركات: 1 × محرك وانكل 741 للطائرات بدون طيار، يُستخدم فقط مع زيت سيلكولين الاصطناعي. , 38 حصان (28 كـو)

أداء
- السرعة القصوى: 127 ميل/س؛ 204 كم/س (110 عقدة)
- سرعة العبور: 81 ميل/س؛ 130 كم/س (70 عقدة)
- مدى: 68 ميل (59 nmi؛ 109 كـم)
- قدرة التحمل: 6 h/ 9 h Increased Endurance
- سقف الخدمة: 15,000 قدم (4,572 م) ELOS (Electronic Line Of Sight)